# Sørenn Rasmussen
Sørenn Rasmussen (Skive, Danska, 12. kolovoza 1976.) je danski rukometni vratar i nacionalni reprezentativac. Trenutno brani za njemački bundesligaš SG Flensburg-Handewitt.
Rasmussen je profesionalnu rukometnu karijeru započeo 1994. u klubu Hjortshøj-Egaa da bi nakon jedne sezone prešao u Thisted IK. Nakon toga je duže vrijeme branio za Viborg i Aalborg.
2010. rukometaš je transferiran u Flensburg-Handewitt jer je klub tražio zamjenu za Johana Sjöstranda koji je prešao u FC Barcelonu.
Vratar je za dansku reprezentaciju debitirao 2000. godine te je s Danskom osvojio svjetsko srebro (Švedska 2011.)

## Vanjske poveznice
- Profil igrača na web stranicama SG Flensburg-Handewitta  Arhivirana inačica izvorne stranice od 9. veljače 2011. (Wayback Machine)